# می‌لاهتی
مِی‌لاهْتی (به فنلاندی: Meilahti) یک منطقهٔ مسکونی در فنلاند است که در هلسینکی واقع شده‌است. میلاهتی ۲٫۱۲ کیلومتر مربع مساحت و ۶٬۷۹۲ نفر جمعیت دارد.